# Час (газета, Буковина)
Час — українська газета. Заснована 2 жовтня 1928 року. Заборонена 28 червня 1940 року. Відроджена 23 серпня 1990 року.

## Історія

Газета «Час» перший випуск (2 жовтня 1928 року)

Перше число «Часу» вийшло 2 жовтня 1928 року. Його видавцем був інженер Максим Глинський. Газета з першого дня міцно стала на захист всього українського: мови, історії, культури. 
Газета видавалась за часів правління Румунії, була заборонена в перший день приходу (28 червня 1940 року) на Буковину відповідно до пакту Молотова — Ріббентропа Радянської армії та була відроджена в 1990 році за активної участі журналіста Петра Дмитровича Кобевка. 
Газету неодноразово судили, розорювали, знищували, закривали. 
Відроджений «Час» також зазнав і зазнає далі переслідування. 
Влада подавала до суду на газету 54 рази[джерело?]. Журналістам газети погрожували, залякували. Тричі чинили напади на шеф-редактора. У 1995 році в робочий кабінет редактора вкинули бойову гранату[джерело?]. У 2004 році організували замах на життя. У редакції газети «Час» було впіймано і знешкоджено найманого кілера[джерело?]. Також була спроба створити фальшиву газету «Час2000».
У часи румунської окупації газета «Час» виходила щодня перед полуднем. Вона мала найвищий на той час тираж — 3000 примірників. Але газета мала фінансові труднощі. Щоб врятувати часопис, український аптекар з міста Вами Теодосій Глинський вклав усі свої заощадження і розорився. «Час» був врятований саме тоді, коли окупаційна румунська влада чинила репресії проти українців. На Буковині заборонили українські школи, пресу, партії, гуртки, товариства. А насамкінець була заборонена українська мова. На знак протесту проти репресій проґресивні студенти Чернівців у 1936 році під час святкування роковин Т. Г. Шевченка у філармонії засвистали румунський гімн. Влада жорстоко мстила. Десятки юних українців кинули до тюрми. На їх захист стала газета «Час» і тодішній редактор Лев Когут. Він мав адвокатську практику. І став на оборону проґресивних студентів. Майже рік тривали суди. Газета, українські студенти і Лев Когут виявилися переможцями. Юнаків визволили з тюрми. А «Час» став на межу закриття. Тоді румуни змусили редакцію газетну «шапку» публікувати румунською мовою. Але газета ще міцніше стала на українські національні позиції і не сходила з них аж до закриття більшовиками у 1940 році.
У період підготовки до 70-річчя газети дослідник і збирач старожитностей, автор багатьох статей і розвідок Іван Снігур віднайшов часопис, датований 28 червня 1940 року. До нього вважали, що останнє число «Часу» вийшло 27 червня. Саме у цей день у Кам'янці-Подільському була віддрукована більшовицька газета «Радянська Буковина». Її нові загарбники на другий день на танках привезли в область. Більшовики добре розуміли ціну і силу друкованого слова. Тому першими розгромили редакцію газети «Час» і заарештували редактора. Його відразу засудили до смертної кари і вивезли під Одесу. Друзям вдалося врятувати Лева Когута завдяки німецькій переселенській комісії. Його вивезли за кордон. Якийсь час Лев Когут жив у Австрії, де й помер після війни.
До знахідки Івана Снігура останнім числом виходу вважали 27 червня 1940 року. Але, як з'ясувалося згодом, за кілька годин до арешту Леву Когуту вдалося випустити «Час», датований 28 червня. Редакція та науковці вважають цю знахідку великим відкриттям. Та є ще одна деталь. У розпорядження редакції потрапила копія газети «Час», яка вийшла вже у підпіллі 29 червня 1940 року. На жаль, досі не відомо за яких умов, ким і як була випущена газета. Але там нема інформації з місця. Тільки новини інформаційних агентств. Тож такий «Час» могли зробити друкарі, технічні працівники, а не журналісти і редактори.

## Сайт
Сайт газети «Час» засновано у 2010 році. Є такі теми:
1. Новини
2. Чернівці
3. Політика
4. Економіка
5. Соціум
6. Народна трибуна
7. Кримінал
8. Здоров'я
9. Культура
10. Техно
11. Спорт
12. Історія
13. Теми дня ТВА

Також на сайті є афіша, гороскоп, курс валют, опитування, прогноз погоди, а також посилання на сторінки видання у соцмережах.

## Колектив
Засновник — Микола Кульбабський
Шеф-редактор — Петро Кобевко
Головний редактор — Наталія Корнейчук